# Guido Calcagnini
Guido Calcagnini (Ferrara, 25 settembre 1725 – Osimo, 27 agosto 1807) è stato un cardinale e arcivescovo cattolico italiano.

## Biografia

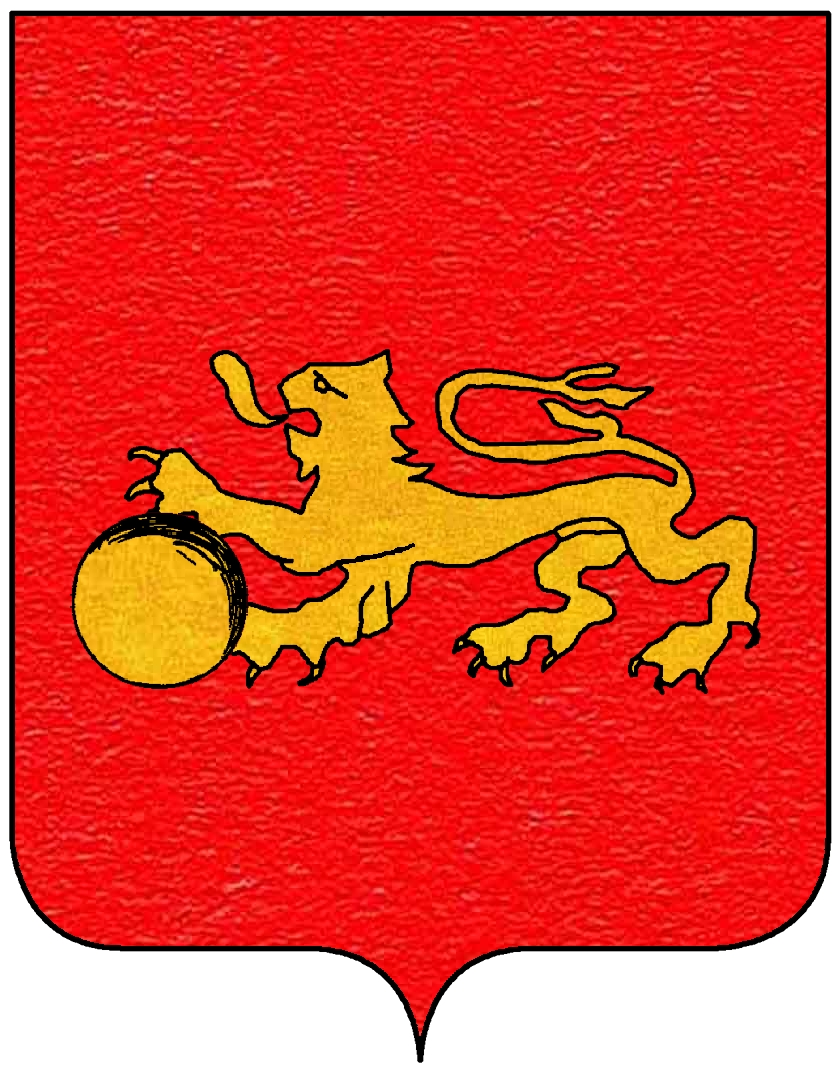
Stemma Calcagnini

Nacque da nobile famiglia, figlio del conte palatino Cesare Calcagnini marchese di Fusignano e parente del cardinale Carlo Leopoldo Calcagnini. Studiò al Collegio dei Nobili di San Carlo a Modena e poi a Roma alla Sapienza, dove il 15 maggio 1747 ottenne il dottorato in teologia e in utroque iure.
Entrò nella Corte pontificia come ciambellano privato di Sua Santità nel 1746, nel 1749 fu nominato referendario del Supremo tribunale della Segnatura apostolica e prelato domestico di Sua Santità, nel 1751 relatore della Sacra Congregazione del Buon Governo e dell'Immunità Ecclesiastica. Nel 1756 divenne canonico e vicario capitolare di Santa Maria in Trastevere. Nel 1758 divenne ambasciatore di Ferrara a Roma.
Intraprese la carriera ecclesiastica solo nel 1764, ricevendo il suddiaconato, il diaconato e l'ordinazione sacerdotale il 21 dicembre dello stesso anno.
Il 4 febbraio 1765 fu eletto arcivescovo titolare di Tarso e consacrato il 10 febbraio da papa Clemente XIII, che il 22 febbraio lo nominò nunzio apostolico a Napoli e il 24 febbraio assistente al Soglio.
L'8 aprile 1775 fu nominato prefetto della Casa pontificia.
Il 20 maggio 1776 papa Pio VI lo creò cardinale e contemporaneamente lo elesse vescovo di Osimo e Cingoli, con il titolo personale di arcivescovo. Il 15 luglio seguente ricevette il titolo di Santa Maria in Traspontina. Nello stesso anno, lasciò Roma per dedicarsi all'attività vescovile, raggiungendo Osimo.
Presso la cittadina, legò il suo nome soprattutto al Seminario e Collegio Campana, sorto nei primi decenni del XVIII secolo: fu lui infatti a promuovere un ampliamento della sede dell'istituto, Palazzo Campana, e a destinare una cospicua donazione di volumi alla biblioteca.
Partecipò al Conclave del 1799-1800, che elesse Pio VII; tornato, si stabilì a Osimo fino alla morte.

## Genealogia episcopale
La genealogia episcopale è:
- Cardinale Scipione Rebiba
- Cardinale Giulio Antonio Santori
- Cardinale Girolamo Bernerio, O.P.
- Arcivescovo Galeazzo Sanvitale
- Cardinale Ludovico Ludovisi
- Cardinale Luigi Caetani
- Cardinale Ulderico Carpegna
- Cardinale Paluzzo Paluzzi Altieri degli Albertoni
- Papa Benedetto XIII
- Papa Benedetto XIV
- Papa Clemente XIII
- Cardinale Guido Calcagnini

## Note

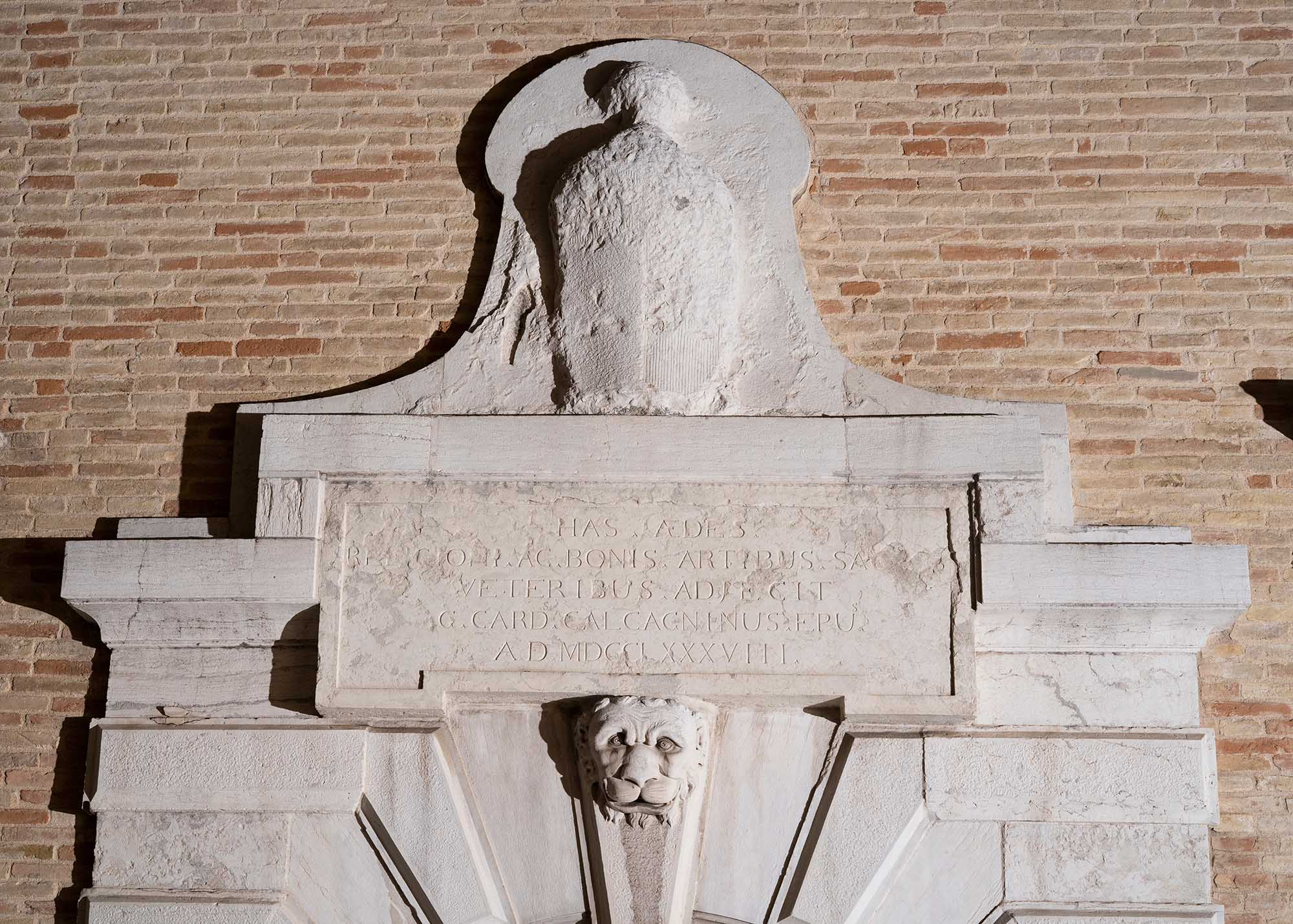
Epigrafe in memoria di Guido Calcagnini, a Palazzo Campana (Osimo)